# Historia de la bioquímica
La bioquímica comenzó con los antiguos griegos que estaban interesados en la composición y los procesos de la vida, aunque la bioquímica como una disciplina científica específica tiene su comienzo alrededor de principios del siglo XIX.  Algunos sostienen que el principio de la bioquímica pudo haber sido el descubrimiento de la primera enzima, Diastasa (hoy llamada amilasa), en 1833 por Anselme Payen, mientras que otros consideraron la primera demostración, por Eduard Buchner, de un proceso bioquímico complejo: la fermentación alcohólica en extractos libres de células. Algunos podrían también señalar el influyente trabajo de Justus von Liebig desde 1842, Química animal o Química orgánica en sus aplicaciones a la fisiología y la patología, que presentó una teoría química del metabolismo, o incluso antes a los estudios del siglo XVIII sobre la fermentación y la respiración por Antoine Lavoisier.
El término "bioquímica" se deriva de la combinación bio-, que significa "vida", y química. La palabra se registra por primera vez en inglés en 1848, mientras que en 1877, Felix Hoppe-Seyler usó el término (Biochemie en alemán) en el prólogo de la primera edición de Zeitschrift für Physiologische Chemie (Diario de Química Fisiológica) como un sinónimo para la química fisiológica y abogó por la creación de institutos dedicados a sus estudios. Sin embargo, varias fuentes citan al químico alemán Carl Neuberg como el que acuñó el término para la nueva disciplina en 1903, en tanto que algunos le dan crédito a Franz Hofmeister.
El tema de estudio de la bioquímica es los procesos químicos en organismos vivos, y su historia implica el descubrimiento y comprensión de los componentes complejos de la vida y la elucidación de vías de procesos bioquímicos. Gran parte de la bioquímica se ocupa de las estructuras y funciones de los componentes celulares tales como proteínas, carbohidratos, lípidos, ácidos nucleicos y otras biomoléculas; sus vías metabólicas y el flujo de energía química a través del metabolismo; cómo las moléculas biológicas dan lugar a los procesos que ocurren dentro de las células vivas; también se centra en los procesos bioquímicos involucrados en el control del flujo de información a través de señalización bioquímica, y cómo se relacionan con el funcionamiento de organismos enteros. En los últimos 40 años el campo ha tenido éxito en explicar los procesos vivos de tal manera que ahora casi todas las áreas de las ciencias de la vida, desde la botánica hasta la medicina, se dedican a la investigación bioquímica.
Entre el gran número de diferentes biomoléculas, muchas son moléculas complejas y grandes (llamadas polímeros), que están compuestas de subunidades repetitivas similares (llamadas monómeros). Cada clase de biomolécula polimérica tiene un conjunto diferente de tipos de subunidades. Por ejemplo, una proteína es un polímero cuyas subunidades se seleccionan de un conjunto de veinte o más aminoácidos, se forman carbohidratos a partir de azúcares conocidos como monosacáridos, oligosacáridos y polisacáridos, se forman lípidos a partir de ácidos grasos y gliceroles y se forman ácidos nucleicos a partir de nucleótidos. La bioquímica estudia las propiedades químicas de moléculas biológicas importantes, como las proteínas, y en particular la química de las reacciones catalizadas por enzimas. La bioquímica del metabolismo celular y el sistema endocrino ha sido ampliamente descrita. Otras áreas de la bioquímica incluyen el código genético (ADN, ARN), síntesis de proteínas, transporte de membrana celular y transducción de señales .

## Proto - bioquímica

En este diagrama, cada tipo de alimento daría como resultado un resultado fisiológico diferente. Por ejemplo, los alimentos fríos y secos producirían bilis negra.

En estos aspectos, el estudio de la bioquímica comenzó cuando la biología comenzó a interesar a la sociedad -como los antiguos chinos desarrollaron un sistema de medicina basado en el yin y el yang y también en las cinco fases,  ambas resultantes de intereses alquímicos y biológicos. Comenzó en la antigua cultura india también con un interés en la medicina, ya que desarrollaron el concepto de tres humores que eran similares a los cuatro humores griegos (ver humorismo ). También profundizaron en el interés de los cuerpos que se componen de tejidos . Como en la mayoría de las ciencias tempranas, el mundo islámico contribuyó grandemente a los adelantos biológicos tempranos así como a los progresos alquímicos; especialmente con la introducción de los ensayos clínicos y la farmacología clínica presentada en Avicena El Canon de Medicina.  En el lado de la química, los adelantos tempranos fueron atribuidos pesadamente a la exploración de intereses alquímicos pero también incluyeron: metalurgia, el método científico, y teorías tempranas del atomismo . En tiempos más recientes, el estudio de la química estuvo marcado por hitos como el desarrollo de la tabla periódica de Mendeléyev, el modelo atómico de Dalton y la conservación de la teoría de masas. Esta última mención tiene la mayor importancia de los tres debido al hecho de que esta ley entrelaza la química con la termodinámica de una manera intercalada.

## Enzimas

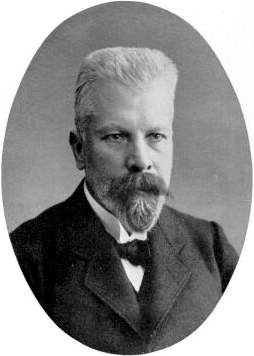
Eduard Buchner

Ya a finales del siglo XVIII y principios del siglo XIX, se conocía la digestión de la carne por las secreciones del estómago y la conversión del almidón en azúcares por extractos de plantas y saliva . Sin embargo, el mecanismo por el cual esto ocurrió no había sido identificado.
En el siglo XIX, al estudiar la fermentación del azúcar con alcohol por levadura, Louis Pasteur concluyó que esta fermentación fue catalizada por una fuerza vital contenida dentro de las células de levadura llamadas fermentos, que él pensaba que funcionaban solo dentro de los organismos vivos. Escribió que "la fermentación alcohólica es un acto correlacionado con la vida y organización de las células de levadura, no con la muerte o putrefacción de las células".
Anselme Payen descubrió en 1833 la primera enzima que llamó diastasa y en 1878 el fisiólogo alemán Wilhelm Kühne (1837-1900) acuñó el término enzima, que viene del griego ενζυμον "en levadura", para describir este proceso. La palabra enzima se utilizó más tarde para referirse a sustancias no vivas como la pepsina, y la palabra fermento se utiliza para referirse a la actividad química producida por los organismos vivos.
En 1897 Eduard Buchner comenzó a estudiar la capacidad de los extractos de levadura para fermentar el azúcar a pesar de la ausencia de células vivas de levadura. En una serie de experimentos en la Universidad de Berlín, encontró que el azúcar se fermentó incluso cuando no había células vivas de levadura en la mezcla. El nombre de la enzima que provocó la fermentación de la sacarosa " zimasa ". En 1907 recibió el Premio Nobel de Química "por su investigación bioquímica y su descubrimiento de la fermentación libre de células". Siguiendo el ejemplo de Buchner; las enzimas se nombran generalmente según la reacción que llevan a cabo. Típicamente, se añade el sufijo -ase al nombre del sustrato ( por ejemplo, la lactasa es la enzima que escinde la lactosa ) o el tipo de reacción (por ejemplo, la ADN polimerasa forma polímeros de ADN).

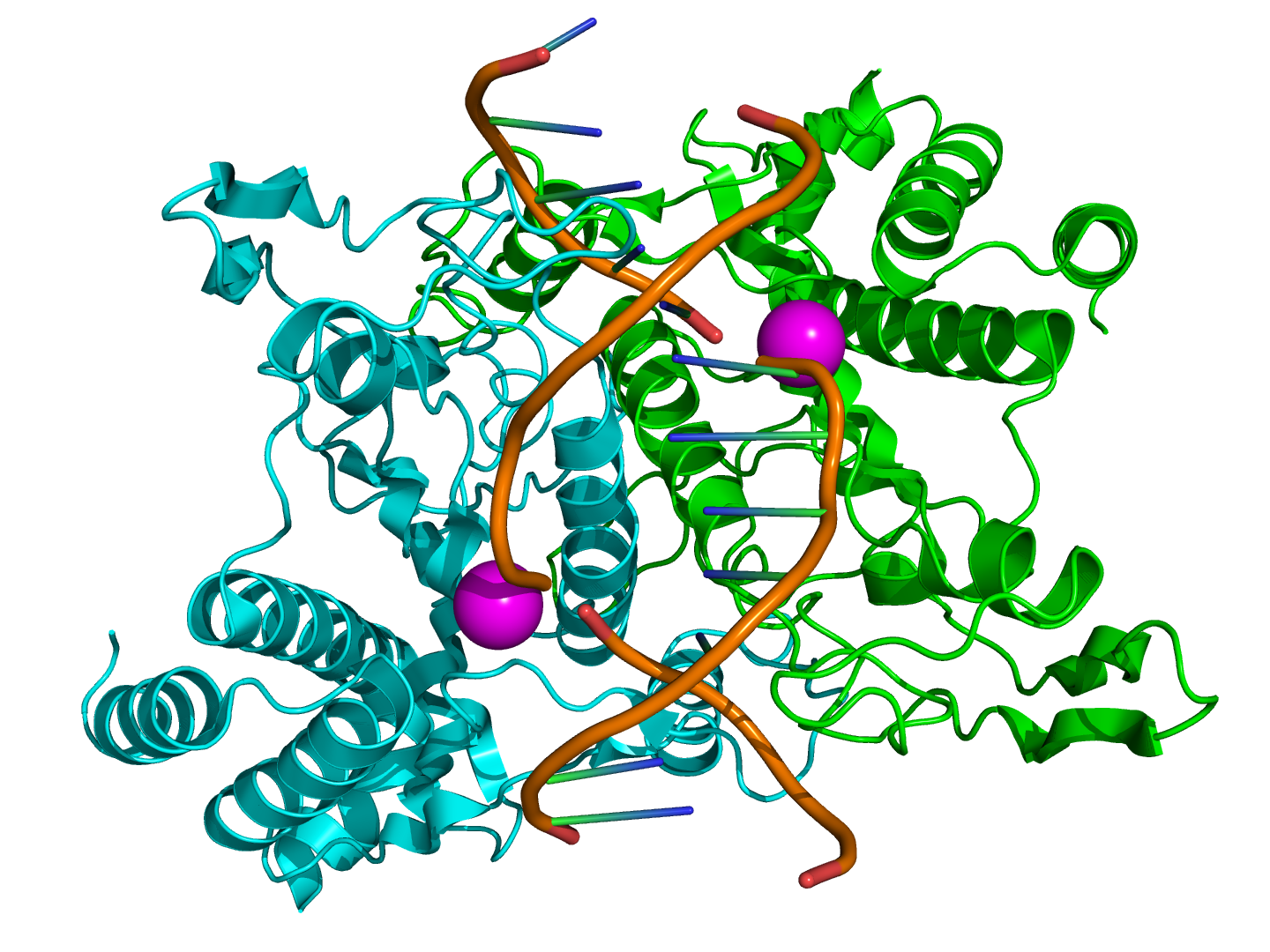
A continuación se muestra la endonucleasa de restricción EcoR1 en su forma generada por ordenador en 3D.

Después de haber demostrado que las enzimas podrían funcionar fuera de una célula viva, el siguiente paso fue determinar su naturaleza bioquímica. Muchos investigadores tempranos señalaron que la actividad enzimática estaba asociada con proteínas, pero varios científicos (como el premio Nobel Richard Willstätter ) argumentaron que las proteínas eran simplemente portadoras de las enzimas verdaderas y que las proteínas en sí eran incapaces de catálisis. Sin embargo, en 1926, James B. Sumner demostró que la enzima ureasa era una proteína pura y la cristalizó; Sumner hizo lo mismo con la enzima catalasa en 1937. La conclusión de que las proteínas puras pueden ser enzimas fue probada definitivamente por John Howard Northrop y Wendell Meredith Stanley, quienes trabajaron en las enzimas digestivas pepsina (1930), tripsina y quimotripsina. Estos tres científicos recibieron el Premio Nobel de Química de 1946.
Este descubrimiento, de que las enzimas podían ser cristalizadas, significaba que los científicos eventualmente podrían resolver sus estructuras mediante la cristalografía de rayos X. Esto se hizo primero para la lisozima, una enzima que se encuentra en las lágrimas, la saliva y las claras de huevo que digiere el recubrimiento de algunas bacterias; la estructura fue resuelta por un grupo dirigido por David Chilton Phillips y publicado en 1965. Esta estructura de alta resolución de la lisozima marcó el comienzo del campo de la biología estructural y el esfuerzo para entender cómo las enzimas funcionan a un nivel atómico de detalle.

## Metabolismo

### Interés metabólico inicial

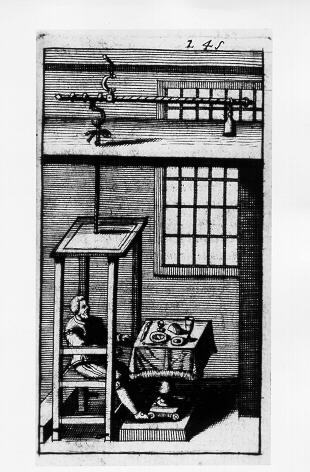
Santorio Santorio en su equilibrio de acero, de Ars de statica medicina, publicado por primera vez 1614

El término metabolismo se deriva del griego Μεταβολισμός - Metabolismos para "cambio", o "derrocamiento". La historia del estudio científico del metabolismo abarca 800 años. El más temprano de todos los estudios metabólicos comenzó a principios del siglo XIII (1213-1288) por un erudito musulmán de Damasco llamado Ibn al-Nafis. al-Nafis declaró en su obra más conocida Theologus Autodidactus que "ese cuerpo y todas sus partes están en un estado continuo de disolución y nutrición, por lo que inevitablemente están sufriendo un cambio permanente". Aunque Al-Nafis fue el primer médico documentado que se interesó por los conceptos bioquímicos, los primeros experimentos controlados en el metabolismo humano fueron publicados por Santorio Santorio en 1614 en su libro Ars de statica medicina. Este libro describe cómo se pesaba antes y después de comer, dormir, trabajar, sexo, ayunar, beber y excretar. Él encontró que la mayor parte de la comida que él tomó adentro fue perdida con lo que él llamó "transpiración insensible".

### Metabolismo:sigloXX- presente
Uno de los más prolíficos de estos bioquímicos modernos fue Hans Krebs que hizo enormes contribuciones al estudio del metabolismo. [26] Krebs era un estudiante de Otto Warburg extremadamente importante, y escribió una biografía de Warburg por ese título en el cual él presenta a Warburg como educado para hacer para la química biológica qué Fischer hizo para la química orgánica. Lo que hizo. Krebs descubrió el ciclo de la urea y más tarde, trabajando con Hans Kornberg, el ciclo del ácido cítrico y el ciclo del glioxilato.  Estos hallazgos llevaron a Krebs a ser galardonado con el Premio Nobel de fisiología en 1953, que fue compartido con el bioquímico alemán Fritz Albert Lipmann quien también descubrió el cofactor esencial coenzima A.

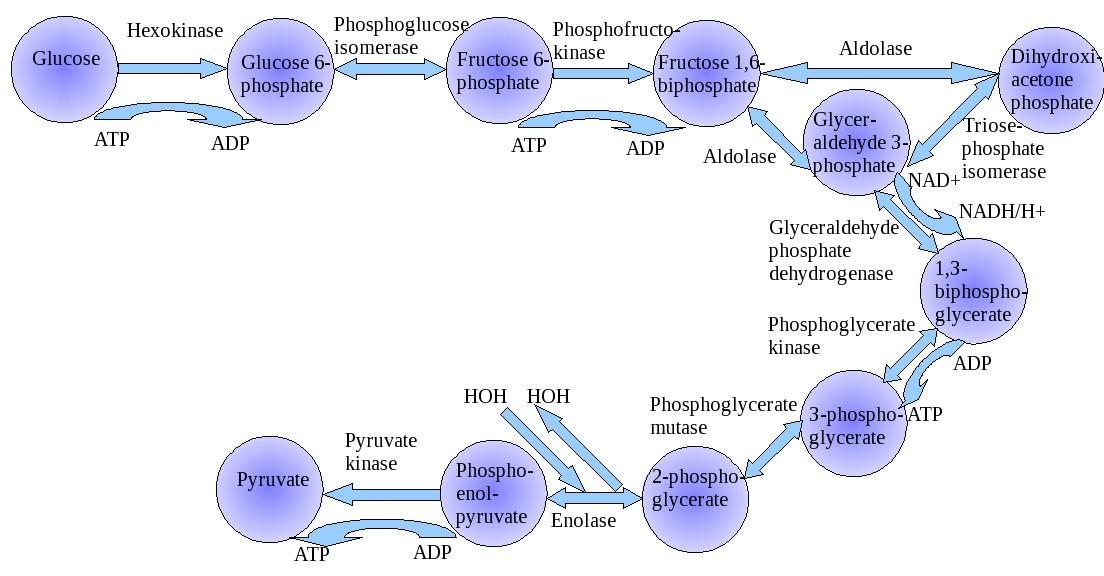
Se muestra aquí una representación escalonada de la glucólisis junto con las enzimas requeridas.

#### Absorción de glucosa
En 1960, el bioquímico Robert K. Crane reveló su descubrimiento del co - transporte de sodio-glucosa como mecanismo para la absorción intestinal de glucosa. Esta fue la primera propuesta de un acoplamiento entre los flujos de un ion y un sustrato que se ha visto como la chispa de una revolución en la biología. Este descubrimiento, sin embargo, no habría sido posible si no fuera por el descubrimiento de la estructura de la molécula de glucosa y composición química. Estos descubrimientos se atribuyen en gran medida al químico alemán Emil Fischer, que recibió el Premio Nobel de Química casi 60 años antes.

### Glicólisis
Dado que el metabolismo se centra en la descomposición (procesos catabólicos) de las moléculas y la construcción de moléculas más grandes a partir de estas partículas (procesos anabólicos), el uso de la glucosa y su participación en la formación de adenosina trifosfato (ATP) es fundamental para esta comprensión. El tipo más frecuente de glicólisis que se encuentra en el cuerpo es el que sigue la ruta Embden-Meyerhof-Parnas (EMP), que fue descubierta por Gustav Embden, Otto Fritz Meyerhof y Jakob Karol Parnas. Estos tres hombres descubrieron que la glucólisis es un proceso fuertemente determinante para la eficiencia y producción del cuerpo humano. La importancia de la vía que se muestra en la imagen adyacente es que al identificar los pasos individuales en este proceso los médicos y los investigadores son capaces de identificar los sitios de mal funcionamiento metabólico como la deficiencia de piruvato quinasa que puede conducir a la anemia grave. Esto es lo más importante porque las células, y por lo tanto los organismos, no son capaces de sobrevivir sin el buen funcionamiento de las vías metabólicas.

## Avances instrumentales (sigloXX)
Desde entonces, la bioquímica ha avanzado, especialmente desde mediados del siglo XX, con el desarrollo de nuevas técnicas como la cromatografía, difracción de rayos X, espectroscopia de RMN, etiquetado radioisotópico, microscopía electrónica y simulaciones de dinámica molecular. Estas técnicas permitieron el descubrimiento y análisis detallado de muchas moléculas y vías metabólicas de la célula, como la glicólisis y el ciclo de Krebs (ciclo del ácido cítrico). El ejemplo de un instrumento de RMN muestra que algunos de estos instrumentos, tales como la HWB-RMN, pueden ser muy grandes en tamaño y pueden costar de unos pocos cientos de dólares a millones de dólares ($ 16 millones para el que se muestra aquí).

### Reacción en cadena de la polimerasa

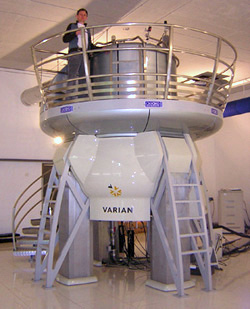
Este es un ejemplo de un instrumento de RMN muy grande conocido como HWB-NMR con un imán 21.2 T (Tesla).

La reacción en cadena de la polimerasa (PCR) es la principal técnica de amplificación genética que ha revolucionado la bioquímica moderna. La reacción en cadena de la polimerasa fue desarrollada por Kary Mullis en 1983. Hay cuatro pasos para una reacción en cadena de la polimerasa adecuada: 1) desnaturalización 2) extensión 3) inserción (del gen que se va a expresar) y finalmente 4) amplificación del gen insertado. Estos pasos con ejemplos ilustrativos simples de este proceso se pueden ver en la imagen a continuación y a la derecha de esta sección. Esta técnica permite que la copia de un solo gen se amplifique en cientos o incluso millones de copias y se ha convertido en una piedra angular en el protocolo para cualquier bioquímico que desee trabajar con bacterias y expresión génica. La PCR no solo se utiliza para la investigación de la expresión génica, sino que también es capaz de ayudar a los laboratorios a diagnosticar ciertas enfermedades, como linfomas, algunos tipos de leucemia y otras enfermedades malignas que a veces pueden confundir a los médicos. Sin el desarrollo de la reacción en cadena de la polimerasa, hay muchos avances en el campo del estudio bacteriano y el estudio de expresión de proteínas que no se habrían concretado. El desarrollo de la teoría y el proceso de la reacción en cadena de la polimerasa es esencial, pero la invención del termociclador es igualmente importante porque el proceso no sería posible sin este instrumento. Este es otro testimonio más del hecho de que el avance de la tecnología es tan crucial para las ciencias como la bioquímica como lo es la minuciosa investigación que conduce al desarrollo de conceptos teóricos.